# Stephen McIntyre
Stephen McIntyre ( * 1941 ) es el editor del blog "Climate Audit", un weblog dedicado al análisis y la discusión de datos climáticos; y es el más prominente crítico del registro de temperatura del último milenio y de la calidad de los datos del Goddard Institute for Space Studies de la NASA.

## Carrera
Obtuvo su B.S. en matemática de la Universidad de Toronto. Estudió filosofía, política y economía en la Universidad de Oxford antes de graduarse en 1971.
McIntyre trabajó 30 años en el negocio de los minerales, y la última parte de ellos en la exploración de rocas minerales como oficial y luego como director de varias compañías públicas de exploración minera. Ha sido también un analista político tanto del gobierno de Ontario y de Canadá. Fue presidente y fundador dee la Cía de Exploración del Noroeste Ld. y director de su empresa emparentada: Northwest Explorations Inc. Cuando Northwest Explorations Inc. fue comprada en 1998 por CGX Resources Inc. para formar una Cía de exploración de combustibles y de gas CGX Energy Inc., McIntyre cesó en la dirección. McIntyre fue un supervisor estratégico de CGX de 2000 a 2003.
Antes de 2003, fue oficial y luego director de varias pequeñas compañías públicas mineras.

## La controversia del Palo de Hockey
Con Ross McKitrick, McIntyre fue coautor de un artículo cuestionando la validez del controversia del gráfico de hockey usado en un famosísimo artículo de Michael E. Mann y coautores.

## ClimateAudit.org
McIntyre posee un blog que tiene como tema recurrente la lucha para obtener datos de base de documentos revisados por pares. McIntyre ha argumentado que inició Climate Audit para poder defenderse contra los ataques hechos mediante el blog de climatología RealClimate. Posee otro website más anterior, www.climate2003.com, que provee adicional información de artículos coescritos por McIntyre y Ross McKitrick, incluyendo datos en bruto y códigos fuente.

### Auditoría
Stephen McIntyre se ha destacado en la prensa incluyendo a The Wall Street Journal y United Press International.
En 2007, McIntyre inició unas auditorías haciendo varias correcciones a los registros de Tº, en particular a aquellos relativos al efecto Isla de calor urbana. Descubrió pequeñas discontinuidades en algunos registros de EE. UU. del Goddard Institute for Space Studies (GISS) comenzando desde enero de 2000. Efectuó correos electrónicos al GISS advirtiéndoles del problema y en muy pocos días el GISS efectuó una nueva y corregida set de datos y "le agradeció a Stephen McIntyre por brindar a ellos la atención para tales ajustes necesarios para prevenir de crear un salto artificial en 2000". Ese ajuste causó que la Tº media para EE. UU. continental se redujera cerca de 0,15 °C durante los años 2000 a 2006. Otros cambios en porciones del registro no excedieron de 0,03 °C; no hacienod discernible las diferencias a las anomalías globales medias.
McIntyre más tarde comentó:
Mi original interés en el ajuste de GISS no era un interés abstracto, sino un interés específico en si los procedimientos de ajuste de GISS estaban a la altura del reto de “fijar” los malos datos. Si se considera la evaluación anterior como un tipo de auditoría de software limitada (limitada por imposibilidad de acceso a los códigos fuente y manuelaes operativos), que uno puede decir con firmeza que el software GISS no sólo no puede recoger y corregir los pasos ficticios de hasta 1 °C, sino que GISS introduce esos errores en el curso de su programación. De acuerdo a las normas de auditoría razonable, se podría concluir que el software GISS ha fallado en esta prueba en particular. Mientras GISS puede (y lo hace) parchear errores particulares que se le reportan, su parcheado pesadamente prueba el mérito de GISS (y de la [Red de Cliam Histórico de EE.UU.]) en los procedimientos de aduste. Estos deben ser cuidadosamente examinados.

### El registro instrumental de Tº
McIntyre ha apoyado los esfuerzos de Anthony Watts y de SurfaceStations.org para documentar la calidad de las Estaciones Meteorológicas de EE. UU. McIntyre ha investigado la habilidad de los softwares del Goddard Institute for Space Studies (GISS, NASA ) en orden a fijar los problemas de datos debido a pobre calidad de las Estaciones.

### Galardones
"Climate Audit" fue coganador del "2007 Weblog Award para Mejor Blog de Ciencias, recibiendo 20.000 votos en una encuesta en línea.

## Personal
Es un activo jugador de squash y ha ganado una medalla de oro en el "World Masters Games" en dobles de squash.